# Monaga
Monaga  (лат.) — род аранеоморфных пауков из подсемейства Amycinae в семействе пауков-скакунов (Salticidae), включающий всего один вид Monaga benigna Chickering, 1946. Вид на данный момент является эндемиком Панамы.

## Этимология
Видовое название — benigna, происходит из латыни и означает „добрый“.